# Alphonse-Théodore Cerfberr
Pour les autres membres de la famille, voir Famille Cerfberr de Medelsheim.
Alphonse Abraham Théodore Cerfberr (Nancy, 1er juin 1791 - Paris, 10 décembre 1859), est un officier et auteur dramatique français.

## Biographie
Petit-fils de Cerf Beer et frère de Max-Théodore Cerfberr, il fait l’École d'application de l'Artillerie à Metz (1810) dont il sort lieutenant. Il est alors nommé au 3e régiment d'artillerie à pied  (1er décembre 1811.
Capitaine aux états majors du corps (30 août 1813), il fait la campagne de Russie (juin 1812-28 décembre 1813) et est blessé d'un coup de feu puis de deux coups de lance lors de la retraite. Il est alors amputé des dix doigts de pied puis est fait prisonnier le 12 janvier 1813. 
Parvenant à s'évader, il revient en France le 28 décembre 1813. Nommé capitaine au 8e régiment d'artillerie à pied détaché a la Direction de l'Artillerie à Paris (juillet 1814), il devient le 15 avril 1815, capitaine de la 9e compagnie d'ouvriers d'artillerie. Le 10 juin 1815, Napoléon le nomme lui-même par décret chevalier de la Légion d'honneur. Il est mis en retraite pour infirmité le 1er juillet 1818. 
Receveur-percepteur à Paris, il devient régisseur du Théâtre du Gymnase-Dramatique (1820-1833). Ses pièces ont été représentées sur les plus grandes scènes parisiennes du XIXe siècle : Théâtre de la Porte-Saint-Martin, Théâtre du Vaudeville etc.

## Œuvres
Théâtre
- Le Capitaine Jacques, comédie en 1 acte, avec Charles-Gaspard Delestre-Poirson, 1819
- Le Mystificateur, comédie vaudeville en un acte, avec Delestre-Poirson et Scribe, 1819
- Une chaumière et son cœur, comédie-vaudeville en deux actes et trois parties, avec Eugène Scribe, 1835
- Les Diamants de Madame, comédie-vaudeville en un acte, avec Narcisse Fournier, 1854

Chansons
- Si ma maîtresse allait mourir !, romance, musique de Amédée de Beauplan, non datée
- Fille à la blonde chevelure, contenu dans 20 Mélodies chant et piano, musique de Benjamin Godard, 1880

Autres
- Observations sur les vœux émis par les Conseils généraux des départements du Haut et Bas-Rhin relativement aux mesures à prendre contre les Juifs, par suite du décret du 17 mars 1808, 1817
- Manuel populaire, ou Résumé des principes et des connaissances utiles aux classes inférieures de la société, 1828
- Sur les moyens de favoriser l'exécution des travaux publics, 1833

## Récompenses et distinctions
- Chevalier (10 juin 1815) puis officier de la Légion d'honneur (9 août 1854).